# Darren O'Dea
Darren O'Dea (Dublín, Irlanda, 4 de febrero de 1987) es un exfutbolista irlandés que jugaba de defensa.

## Selección nacional
Fue internacional con la selección de fútbol de Irlanda en 20 ocasiones internacionales y anotó un gol. Participó en la Eurocopa 2012.

### Participaciones en Eurocopas
| Copa          | Sede              | Resultado    |
| ------------- | ----------------- | ------------ |
| Eurocopa 2012 | Polonia · Ucrania | Primera fase |

## Clubes
| Club                        | País       | Año       |
| --------------------------- | ---------- | --------- |
| Celtic F. C.                | Escocia    | 2006-2012 |
| Reading F. C. (cedido)      | Inglaterra | 2009      |
| Ipswich Town F. C. (cedido) | Inglaterra | 2010-2011 |
| Leeds United F. C. (cedido) | Inglaterra | 2011-2012 |
| Toronto F. C.               | Canadá     | 2012-2013 |
| F. K. Metalurg Donetsk      | Ucrania    | 2013-2014 |
| Blackpool F. C.             | Inglaterra | 2014-2015 |
| Mumbai City F. C.           | India      | 2015      |
| Dundee F. C.                | Escocia    | 2016-2019 |

## Palmarés

### Títulos nacionales
| Título                     | Club         | País    | Año  |
| -------------------------- | ------------ | ------- | ---- |
| Premier League de Escocia  | Celtic F. C. | Escocia | 2007 |
| Copa de Escocia            | Celtic F. C. | Escocia | 2007 |
| Premier League de Escocia  | Celtic F. C. | Escocia | 2008 |
| Copa de la Liga de Escocia | Celtic F. C. | Escocia | 2009 |